# Amtseid

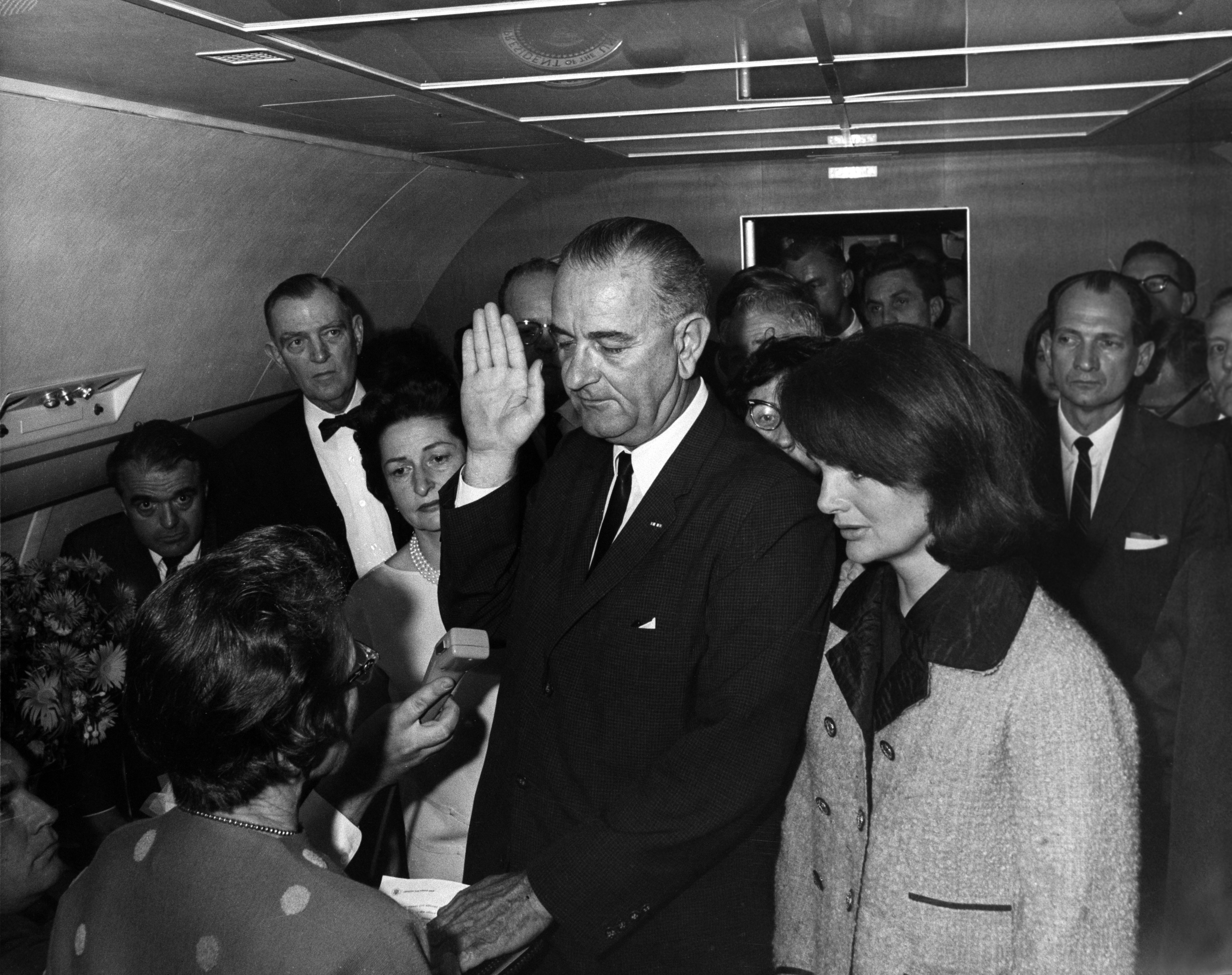
Lyndon B. Johnson leistet seinen Amtseid an Bord der Air Force One

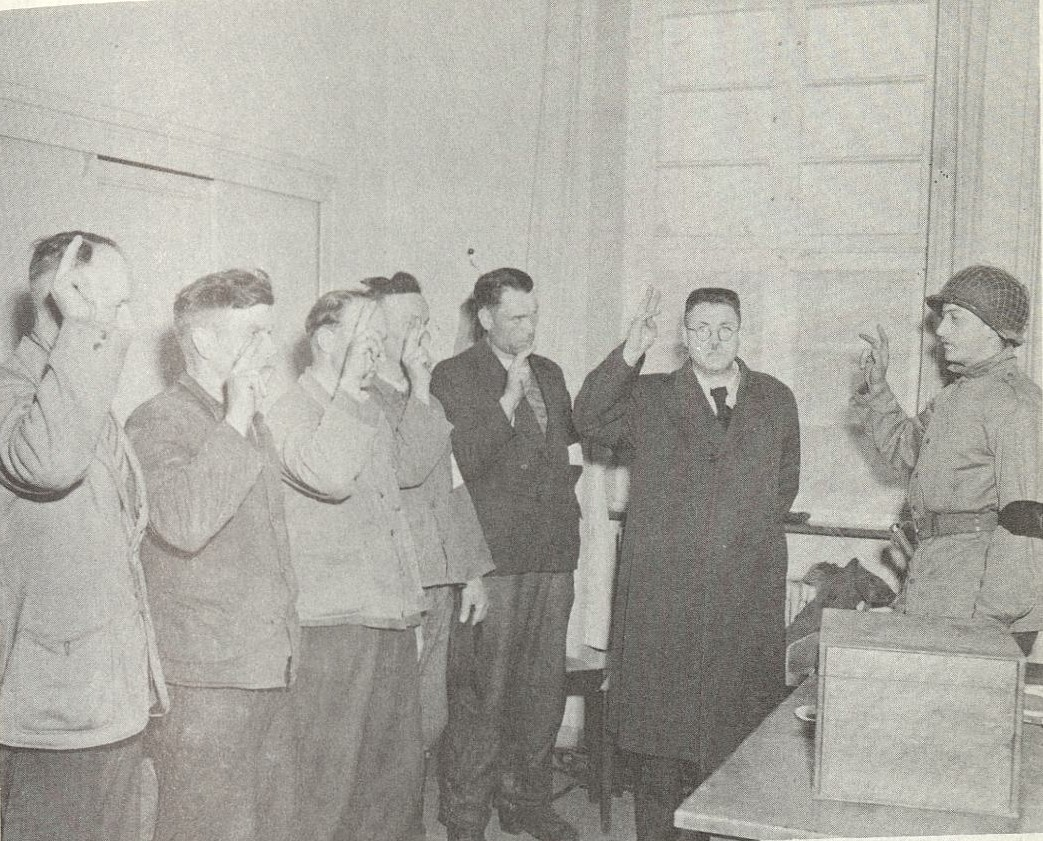
Ein deutscher Bürgermeister und fünf Polizisten schwören einen Amtseid vor einem US-amerikanischen Soldaten (1945)

Der Amts- bzw. Diensteid ist ein Eid oder eine Erklärung (z. B. in Form eines Gelöbnisses), den eine Person abgibt, bevor sie die Pflichten eines Amts oder Dienstes übernimmt. Damit zählt diese Form des Eides, im Gegensatz zu assertorischen Eiden, zu den promissorischen. Normalerweise ist das Amt eine Position innerhalb einer Regierung oder Religionsgemeinschaft, obwohl solche Eide manchmal auch von Beamten anderer Organisationen abgelegt werden müssen (dann wird eher von Diensteid gesprochen).
Der Eid ist häufig durch Gesetze eines Staates, von Religionsgemeinschaften oder anderen Organisationen vorgeschrieben, bevor der Amtsinhaber die tatsächlichen Machtbefugnisse ausüben darf. Der Amtseid wird normalerweise bei einer Amtseinführung, Krönungsfeier oder anderer Zeremonie abgelegt, die mit der Amtsübernahme verbunden ist. Allerdings kann die Eidabgabe auch privat durchgeführt werden, um sie später, während einer öffentlichen Zeremonie, zu wiederholen.
Manche Amtseide sind Bekundungen der Loyalität gegenüber einer Verfassung, Gesetzen oder gegenüber einer Person oder eines anderen Amtsinhabers (z. B. ein Eid, um die Verfassung eines Staates zu wahren, oder die Loyalität gegenüber einem König). Je nach Gesetzen eines Staates kann ein Verstoß oder eine Zuwiderhandlung rechtliche Konsequenzen für den Eidesleistenden haben, wenn er dem geschworenen Amtseid untreu wird. Der vergleichbare Abgeordneteneid wird heute in Demokratien selten gefordert.

## Geschichte
Amts- und Diensteide haben eine alte Tradition, die weit in die Zeit vor der Aufklärung zurückreichen. Sie mögen aus heutiger Sicht auf die Vertragstheorie zurückgeführt werden, die ihren Beginn im antiken Griechenland im 4. vorchristlichen Jahrhundert hatte: Man versuchte den Frieden im kriegserschütterten Griechenland über Verträge zu sichern. Ihr wesentlicher Inhalt bestand darin, dass der Vertrag zwischen allen Poleis als Vertragspartner abgeschlossen wurde und jeder Polis ihre Autonomie zusicherte (vgl. hierzu: Allgemeiner Friede). Ein Amts- bzw. Diensteid stellt demnach auch eine Art „Vertrag“ dar, der zwischen dem Volk und dem Eidesleistenden (meist vor Gott) geschlossen wird.
- Amts- und Diensteide setzen in der Regel ein transpersonales Amtsverständnis voraus, d. h. die Anschauung, dass das Amt unabhängig von der Person des jeweiligen Trägers bestehe.
- Ursprung ist der Krönungseid mittelalterlicher Herrscher, worin geschworen wird, die Kirche schützen, das Recht wahren und den Frieden erhalten zu wollen.[3]  In der lehnrechtlichen Anschauung entsteht dadurch eine vertragliche Bindung des Herrschers mit seinen unmittelbaren Vasallen, deren Bruch (periurium) die Gefolgschaftsaufkündigung (diffidatio) zur Folge haben könne, während in der kirchenrechtlichen Anschauung (siehe Dekretale Novit, X 2.1.13) die Verletzung des Krönungseides zur Amtsunfähigkeit und damit zur Absetzbarkeit des Herrschers führen könne (vgl. Infamis persona, C.3 q.7 c.1; Testimonium eius, X 2.20.54; Ad Apostolicae dignitatis, VI 2.14.2).
- Amts- und Diensteide sind insoweit entweder im Lichte des Lehnrechts und/oder des Kirchenrechts einzuordnen. Im Lehnrecht sind sie Teil eines Personenverbandssystems, im Kirchenrecht (welches insoweit auf das Römische Recht zurückgreift) sind Amts- und Diensteide Bindungen eines Amtsträgers an ein Amt und dessen metaphysische Instanz.
- Als Adolf Hitler am 23. November 1932 über den Staatssekretär Otto Meißner den Antrag zur Führung eines Präsidialkabinetts stellte,[4] lehnte Reichspräsident Paul von Hindenburg diesen Antrag am 24. November 1932 unter anderem mit der Befürchtung ab, dass ein von Hitler „geführtes Präsidialkabinett sich zwangsläufig zu einer Parteidiktatur mit allen ihren Folgen für eine außerordentliche Verschärfung der Gegensätze im deutschen Volke entwickeln würde“, was er (Hindenburg) „vor seinem Eid und seinem Gewissen nicht verantworten könnte.“[5]

- Adolf Hitler schwor am 30. Januar 1933 vor Paul von Hindenburg den im Reichsministergesetz vom 27. März 1930 vorgesehenen Eid:[6] „Ich werde meine Kraft für das Wohl des deutschen Volkes einsetzen, die Verfassung und die Gesetze des Reiches wahren, die mir obliegenden Pflichten gewissenhaft erfüllen und meine Geschäfte unparteiisch und gerecht gegen jedermann führen.“[7]

- Im Herbst 1969 berief sich Willy Brandt zuerst auf seinen Amtseid, als von ihm verlangt wurde, drei Briefe an die Botschafter der Vereinigten Staaten, Frankreichs und Großbritanniens zu unterzeichnen, um zu bestätigen, was die Militärgouverneure in ihrem Genehmigungsschreiben zum Grundgesetz vom 12. Mai 1949 an verbindlichen Vorbehalten gemacht hatten. Da allerdings auch Konrad Adenauer, Ludwig Erhard und Kurt Georg Kiesinger diese Briefe unterschrieben hatten, unterzeichnete er auch.[8]

- Helmut Schmidt sah sich 1981 durch seinen Amtseid dem Grundgesetz und damit der Wiederherstellung der Einheit verpflichtet, weshalb er die von Honecker geforderte Umwandlung der Ständigen Vertretungen in Botschaften und die Anerkennung der DDR-Staatsbürgerschaft nicht verhandeln könne.[9] Später schrieb Helmut Schmidt zum Amtseid und der Berufung auf Gott: „Ich hatte keinerlei Gewissenszweifel, den Amtseid unter Anrufung Gottes zu schwören; jedoch bezweifle ich, dass Martin Luther oder der Vatikan mich als Christen anerkennen würden.“[10]

- Gerhard Schröder war 1998 der erste Kanzler, der auf die religiöse Beteuerung „So wahr mir Gott helfe“ verzichtete. In seinem Kabinett befanden sich bisher die meisten Minister, die ebenfalls auf die religiöse Beteuerung verzichteten.[11]

- Angela Merkel bezog sich am 27. Februar 2012 in Bezug auf die Euro-Rettung und einen möglichen Austritt Griechenlands auf ihren Amtseid, indem sie sagte: „Abenteuer einzugehen verbietet mein Amtseid.“[12]

- SPD-Kanzlerkandidat Peer Steinbrück warf Angela Merkel im Zuge der Überwachungs- und Spionageaffäre im Juli 2013 vor, ihren Amtseid verletzt zu haben. Zu ihrem Amtseid, Schaden vom deutschen Volke abzuwenden, äußerte sich Steinbrück mit: „Also: Schaden vom Volke abzuwenden – das stelle ich mir anders vor.“ (Peer Steinbrück)[13]

- Im Kabinett Olaf Scholz unterließen bei der Vereidigung 2021[14], neben dem Kanzler, sieben weitere Minister den Gottesbezug im Amtseid.

## Rechtliche Stellung in Deutschland
Deutschland verbindet mit dem Amtseid eine alte Tradition, die in die Zeit der Aufklärung zurückreicht. Schon der preußische König Friedrich der Große (1740–1786) definierte in seinem Staat das Wohl des Einzelnen als oberstes Prinzip im Land. Dies wurde im Allgemeinen Landrecht (1794) rechtlich festgelegt. Der Amtseid befindet sich schon in der Paulskirchenverfassung vom 28. März 1849 (Abschnitt VII, Artikel I § 190). Keinen Eid sah die Bismarcksche Reichsverfassung (1867/1871) vor. Die neuen Kaiser haben dennoch von sich aus Gelöbnisse auf die Verfassung abgelegt, so, wie sie es auch von der preußischen Verfassung her kannten.
Einen Amtseid des Staatsoberhauptes gab es wieder in der Weimarer Verfassung vom 11. August 1919 (Artikel 42). Auch der Reichskanzler der Weimarer Republik musste einen Eid ablegen.
Der Amtseid kann je nach Verfassung eine rechtliche Bedeutung haben: So konnte der preußische König ohne Amtseid seine Befugnisse nicht ausüben. Allerdings kann niemand gegen vermeintliche Verletzungen des Amtseides juristisch vorgehen. Die strafrechtliche Ahndung von Verletzungen der Amtspflichten ist von der Leistung des Amtseides unabhängig. 
Der betreffende Artikel 56 des heutigen Grundgesetzes wurde beispielsweise in Maunz/Dürig/Herzog/Scholz, Kommentar zum Grundgesetz (Artikel 56 Randnummern 4 und 10), wie folgt kommentiert:

„Schon nach dem Text des Art. 56, aber auch nach der einfachgesetzlichen Regelung, die diese Frage im Gesetz über die Wahl des Bundespräsidenten durch die Bundesversammlung gefunden hat, hängt der Beginn der Amtszeit bzw. der Amtsbefugnisse des Bundespräsidenten nicht von der Eidesleistung ab. Art. 56 verlangt lediglich, dass diese in nahem zeitlichem Zusammenhang mit dem Amtsantritt stattzufinden hat. Mehr ergibt sich aus der Vorschrift nicht. Wie sämtliche Amtseide, die im deutschen öffentlichen Recht vorgesehen sind, ist auch der Amtseid des Bundespräsidenten in keiner denkbaren Beziehung strafbewehrt, etwa in dem Sinne, dass eine flagrante Verletzung der im Eid übernommenen Verpflichtungen strafrechtlich als Meineid o. Ä. gewertet würde.“

Und weiter:

„Kein Bundespräsident (und übrigens auch kein Bundeskanzler und kein Bundesminister) wird so zynisch und so machtbesessen sein, dass es ihm im Augenblick des Amtsantritts ausschließlich um die Macht, das Ansehen oder die persönlichen Vorteile geht, die mit dem anzutretenden Amt verbunden sind. Immer wird es ihnen darum gehen, „etwas zu bewirken“, d. h. Vorstellungen zu verwirklichen, die eng mit ihren politischen und ethischen Grundpositionen zusammenhängen, gleichgültig wie diese im Einzelnen aussehen mögen und aus welchen geistigen Quellen sie sich speisen mögen. Auf diese Grundpositionen, die für den einzelnen u. U. wesentlich höher stehen und wesentlich verbindlicher sein mögen als irgendeine Rechtsvorschrift (und sei es die Verfassung), verpflichtet sich der neue Amtsträger vor der Öffentlichkeit zusätzlich, und wenn er sie halbwegs ernst nimmt, erwächst für ihn daraus ein Bündel zusätzlicher – eben außerrechtlicher – Motive, das Amt so zu führen, wie es der Verfassung und vor allem seinen verfassungsrechtlichen Möglichkeiten und Grenzen entspricht.“

Die rechtliche Unverbindlichkeit des Amtseides wurde vereinzelt auch öffentlich thematisiert, so von Wolfgang Thierse.

## Beispiele

### Bundesrepublik Deutschland
Der deutsche Amtseid ist in Art. 56 des deutschen Grundgesetzes festgelegt und wird vom Bundespräsidenten und nach Art. 64 vom Bundeskanzler und den Bundesministern bei ihrem Amtsantritt geleistet. Der Bundespräsident leistet den Amtseid auf einer gemeinsamen Sitzung von Bundestag und Bundesrat; der Bundeskanzler und die Bundesminister leisten den Eid vor den Mitgliedern des Bundestages.
Der Amtseid lautet:

„Ich schwöre, dass ich meine Kraft dem Wohle des deutschen Volkes widmen, seinen Nutzen mehren, Schaden von ihm wenden, das Grundgesetz und die Gesetze des Bundes wahren und verteidigen, meine Pflichten gewissenhaft erfüllen und Gerechtigkeit gegen jedermann üben werde. So wahr mir Gott helfe.“

Der Eid kann auch ohne religiöse Beteuerung geleistet werden (Art. 56 Satz 2 GG).

#### Bundesbeamte
Für Bundesbeamte ist dies in § 64 BBG geregelt.
Der Diensteid lautet:

„Ich schwöre, das Grundgesetz und alle in der Bundesrepublik Deutschland geltenden Gesetze zu wahren und meine Amtspflichten gewissenhaft zu erfüllen, so wahr mir Gott helfe.“

Der Eid kann auch ohne die religiöse Beteuerung geleistet werden (§ 64 Abs. 2 BBG). Lehnt eine Beamtin oder ein Beamter aus Glaubens- oder Gewissensgründen die Ablegung des vorgeschriebenen Eides ab, können an Stelle der Worte „Ich schwöre“ die Worte „Ich gelobe“ oder eine andere Beteuerungsformel gesprochen werden (§ 64 Abs. 3 BBG).

#### Landes- und Kommunalbeamte
Landes- und Kommunalbeamte haben nach § 38 BeamtStG und ihrem jeweiligen Landesbeamtengesetz einen ähnlich lautenden Amtseid abzulegen, z. B. nach § 46 LBG NRW, in Nordrhein-Westfalen ist der Amtseid auch in Artikel 80 der Landesverfassung vorgegeben.

#### Richter
Ein Richter legt folgenden Eid in einer öffentlichen Sitzung eines Gerichts ab (§ 38 Abs. 1 DRiG).

„Ich schwöre, das Richteramt getreu dem Grundgesetz für die Bundesrepublik Deutschland und getreu dem Gesetz auszuüben, nach bestem Wissen und Gewissen ohne Ansehen der Person zu urteilen und nur der Wahrheit und Gerechtigkeit zu dienen, so wahr mir Gott helfe.“

Der Eid kann ohne die Worte „so wahr mir Gott helfe“ geleistet werden. Dagegen ist es für Richter (anders als für Beamte und ehrenamtliche Richter) nicht möglich, eine andere Beteuerungsform (z. B. ein Gelöbnis) zu wählen. Dies wird damit gerechtfertigt, dass Richter nach Prozessrecht immer in die Lage kommen können, selbst Eide abzunehmen.

#### Richter des Bundesverfassungsgerichts
Laut Bundesverfassungsgerichtsgesetz (§ 11 Abs. 1 BVerfGG) leisten Richter des Bundesverfassungsgerichts bei Antritt ihres Amtes vor dem Bundespräsidenten folgenden Eid:

„Ich schwöre, daß ich als gerechter Richter allezeit das Grundgesetz der Bundesrepublik Deutschland getreulich wahren und meine richterlichen Pflichten gegenüber jedermann gewissenhaft erfüllen werde. So wahr mir Gott helfe.“

Wird der Eid durch eine Richterin geleistet, so treten an die Stelle der Worte „als gerechter Richter“ die Worte „als gerechte Richterin“.
Nach Abs. 2 ist eine andere religiöse Beteuerungsformel gestattet; nach Abs. 3 kann diese auch weggelassen werden.

#### Ehrenamtliche Richter
Ehrenamtliche Richter schwören vor ihrer ersten Tätigkeit als ehrenamtliche Richter, „[…] die Pflichten eines ehrenamtlichen Richters getreu dem Grundgesetz für die Bundesrepublik Deutschland und getreu dem Gesetz zu erfüllen, nach bestem Wissen und Gewissen ohne Ansehen der Person zu urteilen und nur der Wahrheit und Gerechtigkeit zu dienen […]“ (§ 45 Abs. 3 DRiG). Sie können aus Glaubens- oder Gewissensgründen statt des Eides ein Gelöbnis leisten (§ 45 Abs. 4 DRiG).

#### Soldaten
Soldaten der Bundeswehr werden je nach Status ebenfalls vereidigt (Soldaten auf Zeit/Berufssoldaten) oder geloben (Wehrdienstleistende). Hierbei unterscheiden sich der Beginn der Eidesformel und die religiöse Beteuerung, die rechtliche Bedeutung ist identisch.
„Ich schwöre, der Bundesrepublik Deutschland treu zu dienen und das Recht und die Freiheit des deutschen Volkes tapfer zu verteidigen, so wahr mir Gott helfe.“

Auch hier ist die religiöse Bezeugung am Ende der Formel nicht verpflichtend. Zudem 
 Gestattet ein Bundesgesetz den Mitgliedern einer Religionsgesellschaft, an Stelle der Worte "ich schwöre" andere Beteuerungsformeln zu gebrauchen, so kann das Mitglied einer solchen Religionsgesellschaft diese Beteuerungsformel sprechen.
– § 9 Soldatengesetz, Eidesformel für Berufssoldaten und Soldaten auf Zeit
„Ich gelobe, der Bundesrepublik Deutschland treu zu dienen und das Recht und die Freiheit des deutschen Volkes tapfer zu verteidigen.“
– § 9 Soldatengesetz, Gelöbnisformel für wehrpflichtige Soldaten

### Deutsche Landesverfassungen (Landesregierungen)

#### Baden-Württemberg
Nach Artikel 48 leisten die Mitglieder der Regierung beim Amtsantritt den Amtseid vor dem Landtag. Er lautet:

„Ich schwöre, daß ich meine Kraft dem Wohle des Volkes widmen, seinen Nutzen mehren, Schaden von ihm wenden, Verfassung und Recht wahren und verteidigen, meine Pflichten gewissenhaft erfüllen und Gerechtigkeit gegen jedermann üben werde. So wahr mir Gott helfe.“

Der Eid kann auch ohne religiöse Beteuerung geleistet werden.

#### Bayern
Nach Art. 56 Bayerische Verfassung leisten sämtliche Mitglieder der Staatsregierung vor ihrem Amtsantritt vor dem Landtag einen Eid auf die Staatsverfassung. Die Eidesformel ist im Gesetz über die Rechtsverhältnisse der Mitglieder der Staatsregierung unter Artikel 2 Abs. 1 festgelegt und lautet für den Ministerpräsidenten, die Staatsminister und die Staatssekretäre:

„Ich schwöre Treue der Verfassung des Freistaates Bayern, Gehorsam den Gesetzen und gewissenhafte Erfüllung meiner Amtspflichten, so wahr mir Gott helfe.“

Die Mitglieder des Verfassungsgerichtshofs (außer dem Präsidenten):

„Ich schwöre, das Richteramt getreu dem Grundgesetz für die Bundesrepublik Deutschland, getreu der Verfassung des Freistaates Bayern und getreu dem Gesetz auszuüben, nach bestem Wissen und Gewissen ohne Ansehen der Person zu urteilen und nur der Wahrheit und Gerechtigkeit zu dienen, so wahr mir Gott helfe.“

Der Eid kann jeweils auch mit einer anderen oder ohne religiöse Beteuerungsformel geleistet werden.

#### Berlin

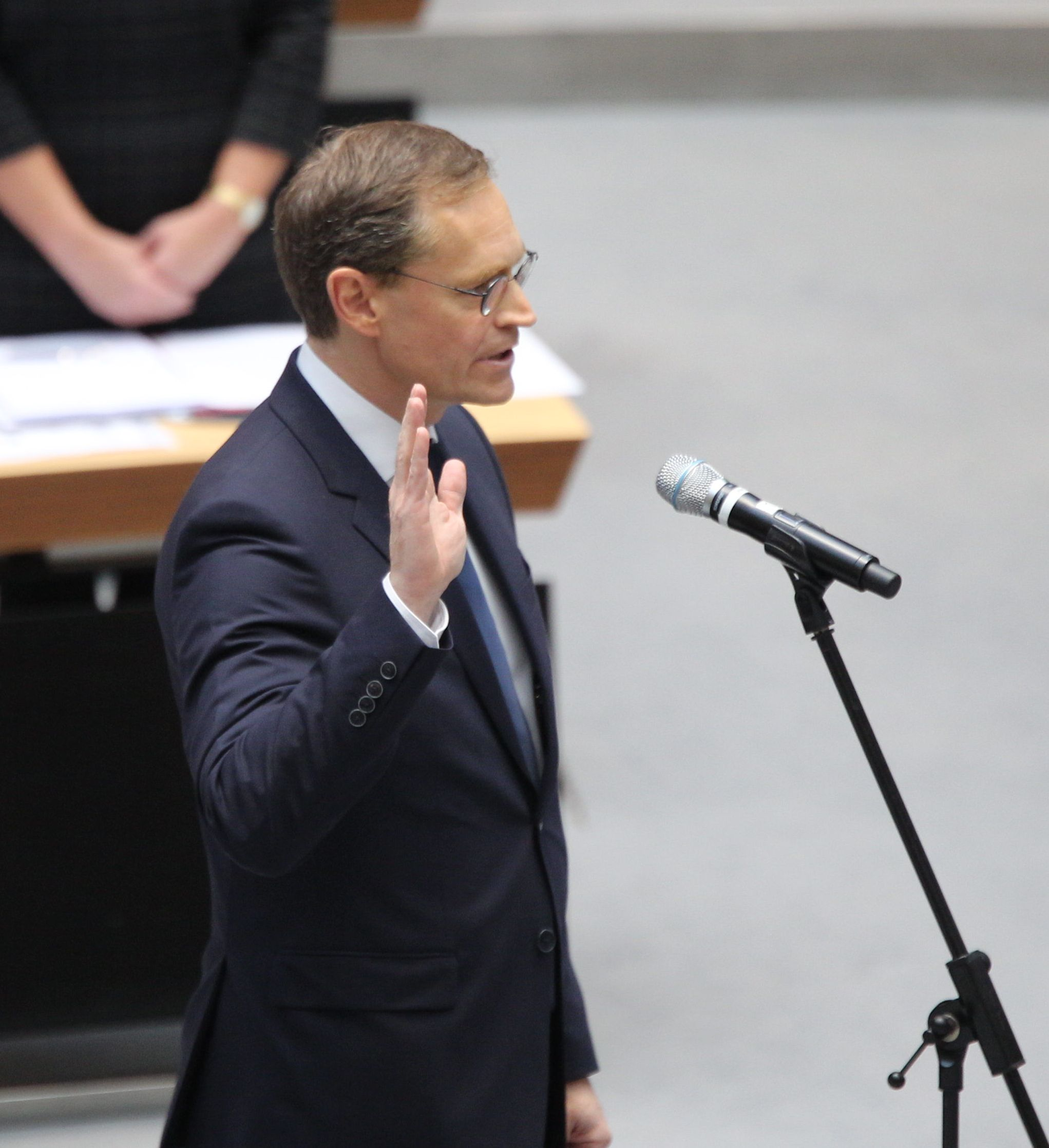
Vereidigung von Michael Müller als Regierender Bürgermeister im Abgeordnetenhaus von Berlin, 2016

Laut dem Berliner Senatorengesetz (§ 4) haben der Regierende Bürgermeister und die von ihm ernannten Mitglieder des Senats vor dem Abgeordnetenhaus folgenden Eid zu leisten:

„Ich schwöre, mein Amt gerecht und unparteiisch, getreu der Verfassung und den Gesetzen zu führen und meine ganze Kraft dem Wohle des Volkes zu widmen.“

#### Brandenburg
Nach Artikel 88 leisten der Ministerpräsident und die Minister der Landesregierung vor Übernahme der Geschäfte vor dem Landtag folgenden Eid:

„Ich schwöre, daß ich meine ganze Kraft dem Wohle der Menschen des Landes Brandenburg widmen, ihren Nutzen mehren, Schaden von ihnen wenden, das mir übertragene Amt nach bestem Wissen und Können unparteiisch verwalten, Verfassung und Gesetz wahren und verteidigen, meine Pflichten gewissenhaft erfüllen und Gerechtigkeit gegen jedermann üben werde.“

Der Eid kann auch mit einer religiösen Beteuerung geleistet werden.

#### Bremen
Nach Artikel 109 leisten die Mitglieder des Senats beim Amtsantritt vor der Bürgerschaft den Eid auf die Verfassung.

#### Hamburg
Nach Artikel 38 Abs. 1 haben die Mitglieder des Senats vor Antritt ihres Amtes vor der Bürgerschaft folgenden Eid zu leisten:

„Ich schwöre, dass ich Deutschland, dem Grundgesetz der Bundesrepublik Deutschland und der hamburgischen Verfassung die Treue halten, die Gesetze beachten, die mir als Mitglied des Senats obliegenden Pflichten gewissenhaft erfüllen und das Wohl der Freien und Hansestadt Hamburg, soviel ich vermag, fördern will.“

Nach Artikel 38 Abs. 2 ist die Beifügung einer religiösen Beteuerung zulässig.

#### Hessen

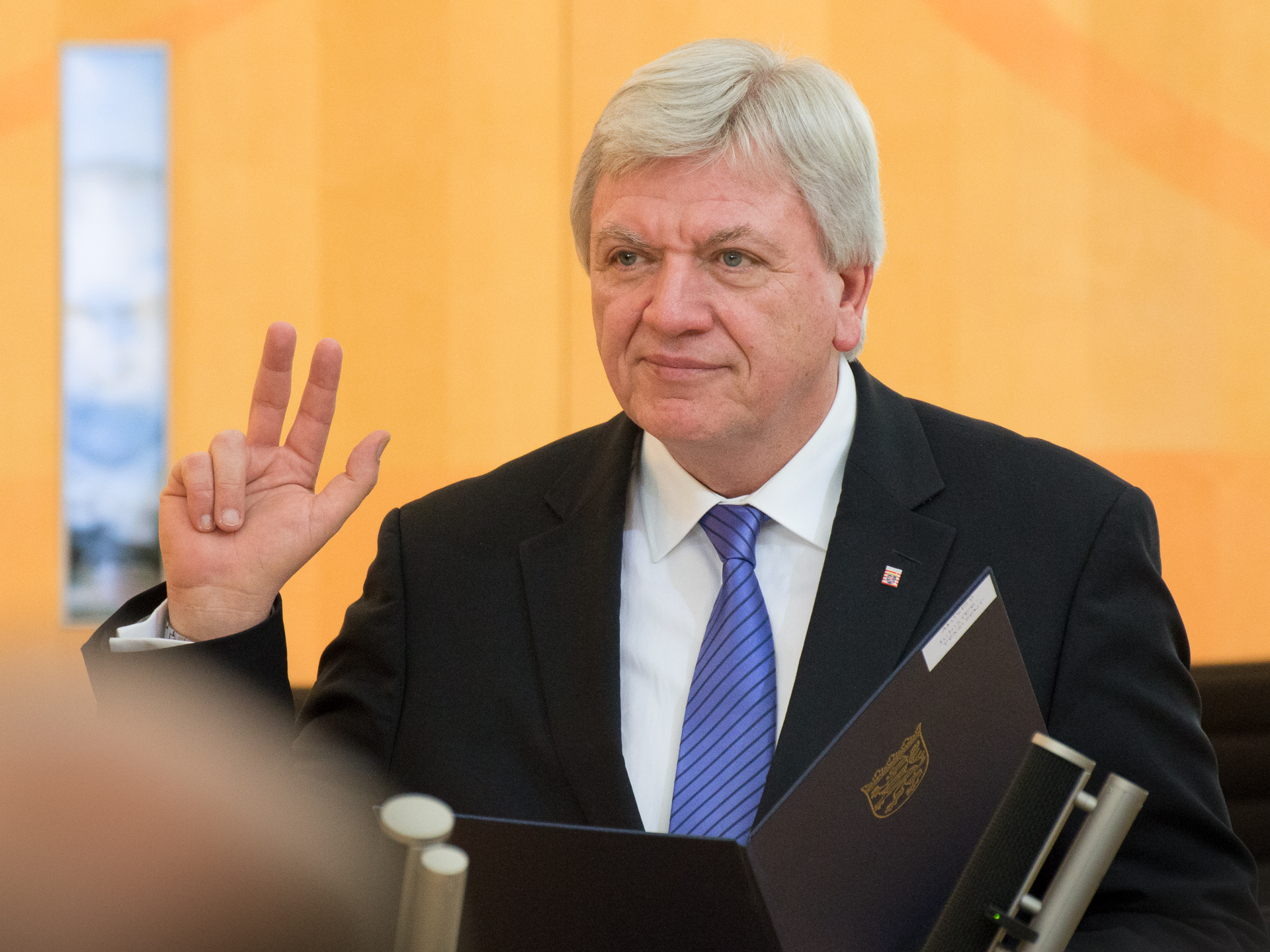
Vereidigung Volker Bouffiers als Ministerpräsident im Hessischen Landtag, 2014

Nach Artikel 111 leisten der Ministerpräsident vor dem Landtag, die Minister vor dem Ministerpräsidenten in Gegenwart des Landtags bei ihrem Amtsantritt folgenden Amtseid:

„Ich schwöre, daß ich das mir übertragene Amt unparteiisch nach bestem Wissen und Können verwalten sowie Verfassung und Gesetz in demokratischem Geiste befolgen und verteidigen werde.“

#### Mecklenburg-Vorpommern
Nach Artikel 44 leisten der Ministerpräsident und die Minister bei der Amtsübernahme vor dem Landtag folgenden Eid:

„Ich schwöre, daß ich meine Kraft dem Volke und dem Land widme, das Grundgesetz für die Bundesrepublik Deutschland und die Verfassung von Mecklenburg-Vorpommern sowie die Gesetze wahren und verteidigen, meine Pflichten gewissenhaft erfüllen und Gerechtigkeit gegenüber jedermann üben werde.“

Der Eid kann mit der religiösen Bekräftigung „So wahr mir Gott helfe“ oder ohne sie geleistet werden.

#### Nordrhein-Westfalen
Nach Artikel 53 leisten die Mitglieder der Landesregierung beim Amtsantritt vor dem Landtag folgenden Amtseid:

„Ich schwöre, daß ich meine ganze Kraft dem Wohle des Landes Nordrhein-Westfalen widmen, seinen Nutzen mehren, Schaden von ihm wenden, das mir übertragene Amt nach bestem Wissen und Können unparteiisch verwalten, Verfassung und Gesetz wahren und verteidigen, meine Pflichten gewissenhaft erfüllen und Gerechtigkeit gegen jedermann üben werde. So wahr mir Gott helfe.“

Der Eid kann auch ohne religiöse Beteuerung geleistet werden.
Die ursprüngliche Formulierung „dem Wohle des deutschen Volkes“ wurde von Vertretern der Grünen im Landtag als diskriminierend abgelehnt; bereits anlässlich der Vereidigung der Landtagsabgeordneten am 9. Juni 2010 wurde der Antrag auf Streichung einer entsprechenden Formulierung in der Eidesformel für Abgeordnete einstimmig vom Landtag beschlossen. Eine Änderung des Amtseides für Mitglieder der Landesregierung lehnten im Februar 2013 die Fraktionen von CDU und FDP ab. Die Landtagskommission zur Reform der Landesverfassung hat am 27. Juni 2016 ihre Vorschläge zu Änderungen der nordrhein-westfälischen Verfassung vorgelegt und angeregt, die Formulierung zu ersetzen durch: „dem Wohle des Landes Nordrhein-Westfalen“.
Der Kommissionsbericht gibt an, der Beschluss sei mit Zweidrittelmehrheit gefasst worden, und begründet die Formulierung damit, dass „die historischen Bezüge der Eidesformel – auf das gesamte Deutsche Volk und seine Vereinigung – […] nach der Wiedervereinigung entfallen“ seien. Er trifft keine Aussagen zur Frage einer Diskriminierung von Einwohnern ohne Bürgerrecht durch die alte Formulierung. Die grüne Landtagsfraktion begrüßte die „Einführung einer diskriminierungsfreien Eidesformel“; die SPD-Fraktion ging in ihrer Stellungnahme nicht auf die Eidesformel ein. Die Fraktionsvorsitzenden von CDU und FDP hatten ihr Angebot zu einem Kompromiss in einer Presseerklärung vom 15. Juni erklärt, in dem andere strittige Punkte (Regelung des Wahlalters, Schuldenbremse, Verfassungsbeschwerden), nicht aber die Eidesformel angesprochen werden. Der Vorschlag zur Änderung der Landesverfassung wurde als gemeinsamer Gesetzentwurf der Fraktionen von SPD, CDU, Bündnis 90/Grüne und FDP eingebracht. Mit dem Gesetz zur Änderung der Verfassung für das Land Nordrhein-Westfalen vom 25. Oktober 2016 wurden die Wörter „deutschen Volkes“ im Artikel 53 durch die Wörter „Landes Nordrhein-Westfalen“ ersetzt.

#### Niedersachsen
Nach Artikel 31 haben sich die Mitglieder der Landesregierung bei der Amtsübernahme vor dem Landtag zu den Grundsätzen eines freiheitlichen, republikanischen, demokratischen, sozialen und dem Schutz der natürlichen Lebensgrundlagen verpflichteten Rechtsstaates zu bekennen und folgenden Eid zu leisten:

„Ich schwöre, daß ich meine Kraft dem Volke und dem Lande widmen, das Grundgesetz für die Bundesrepublik Deutschland und die Niedersächsische Verfassung sowie die Gesetze wahren und verteidigen, meine Pflichten gewissenhaft erfüllen und Gerechtigkeit gegenüber allen Menschen üben werde.“

Der Eid kann mit der Beteuerung „So wahr mir Gott helfe“ oder ohne sie geleistet werden.

#### Rheinland-Pfalz

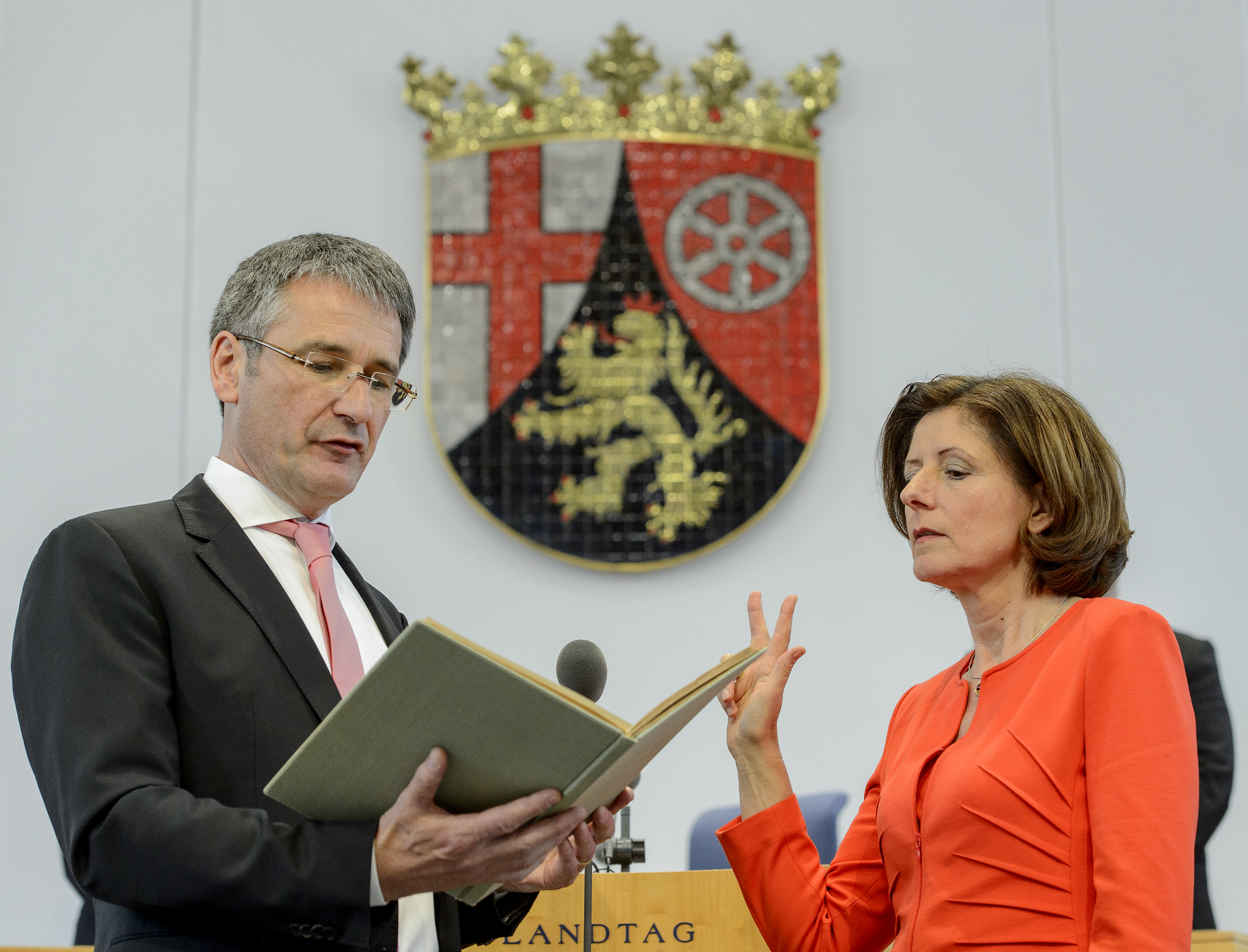
Ministerpräsidentin Malu Dreyer (r.) bei der Vereidigung durch Landtagspräsident Hendrik Hering (l.) im Landtag Rheinland-Pfalz am 18. Mai 2016

Nach Artikel 100 Abs. 1 leisten der Ministerpräsident und die Minister bei ihrem Amtsantritt vor dem Landtag folgenden Eid:

„Ich schwöre bei Gott dem Allmächtigen und Allwissenden, dass ich mein Amt unparteiisch, getreu der Verfassung und den Gesetzen zum Wohl des Volkes führen werde, so wahr mir Gott helfe.“

Nach Artikel 100 Abs. 2 in Verbindung mit Artikel 8 Abs. 3 Satz 2 kann auf die religiöse Eidesformel verzichtet werden.

#### Saarland
Nach Artikel 89 leisten die Mitglieder der Landesregierung beim Amtsantritt den Amtseid. Er lautet:

„Ich schwöre, dass ich meine Kraft dem Wohle des Volkes widmen, seinen Nutzen mehren, Schaden von ihm wenden, Verfassung und Recht wahren und verteidigen, meine Pflichten gewissenhaft erfüllen und Gerechtigkeit gegen jedermann üben werde. So wahr mir Gott helfe.“

Der Eid kann auch ohne religiöse Beteuerung geleistet werden.

#### Sachsen
Nach Artikel 61 leisten die Mitglieder der Staatsregierung beim Amtsantritt den Amtseid vor dem Landtag. Er lautet:

„Ich schwöre, dass ich meine Kraft dem Wohl des Volkes widmen, seinen Nutzen mehren, Schaden von ihm wenden, Verfassung und Recht wahren und verteidigen, meine Pflichten gewissenhaft erfüllen und Gerechtigkeit gegenüber allen üben werde.“

Der Eid kann auch mit der Beteuerung „So wahr mir Gott helfe“ geleistet werden.

#### Sachsen-Anhalt
Nach Artikel 66 Abs. 1 leisten die Mitglieder der Landesregierung vor der Amtsübernahme vor dem Landtag folgenden Eid:

„Ich schwöre, dass ich meine Kraft dem Wohle des Volkes widmen, Verfassung und Gesetz wahren, meine Pflichten gewissenhaft erfüllen und Gerechtigkeit gegen jedermann üben werde.“

Nach Artikel 66 Abs. 2 kann der Eid mit der religiösen Bekräftigung „So wahr mir Gott helfe“ oder ohne sie geleistet werden.

#### Schleswig-Holstein
Nach Artikel 35 Abs. 1 der Landesverfassung von Schleswig-Holstein leistet die Ministerpräsidentin oder der Ministerpräsident bei der Amtsübernahme vor dem Landtag folgenden Eid:

„Ich schwöre: Ich werde meine Kraft dem Wohle des deutschen Volkes widmen, seine Freiheit verteidigen, seinen Nutzen mehren, Schaden von ihm wenden, die Gesetze der Bundesrepublik Deutschland und des Landes Schleswig-Holstein wahren, meine Pflichten gewissenhaft erfüllen und Gerechtigkeit gegenüber allen Menschen üben.“

Dem Eid kann eine religiöse Beteuerung angefügt werden.

#### Thüringen

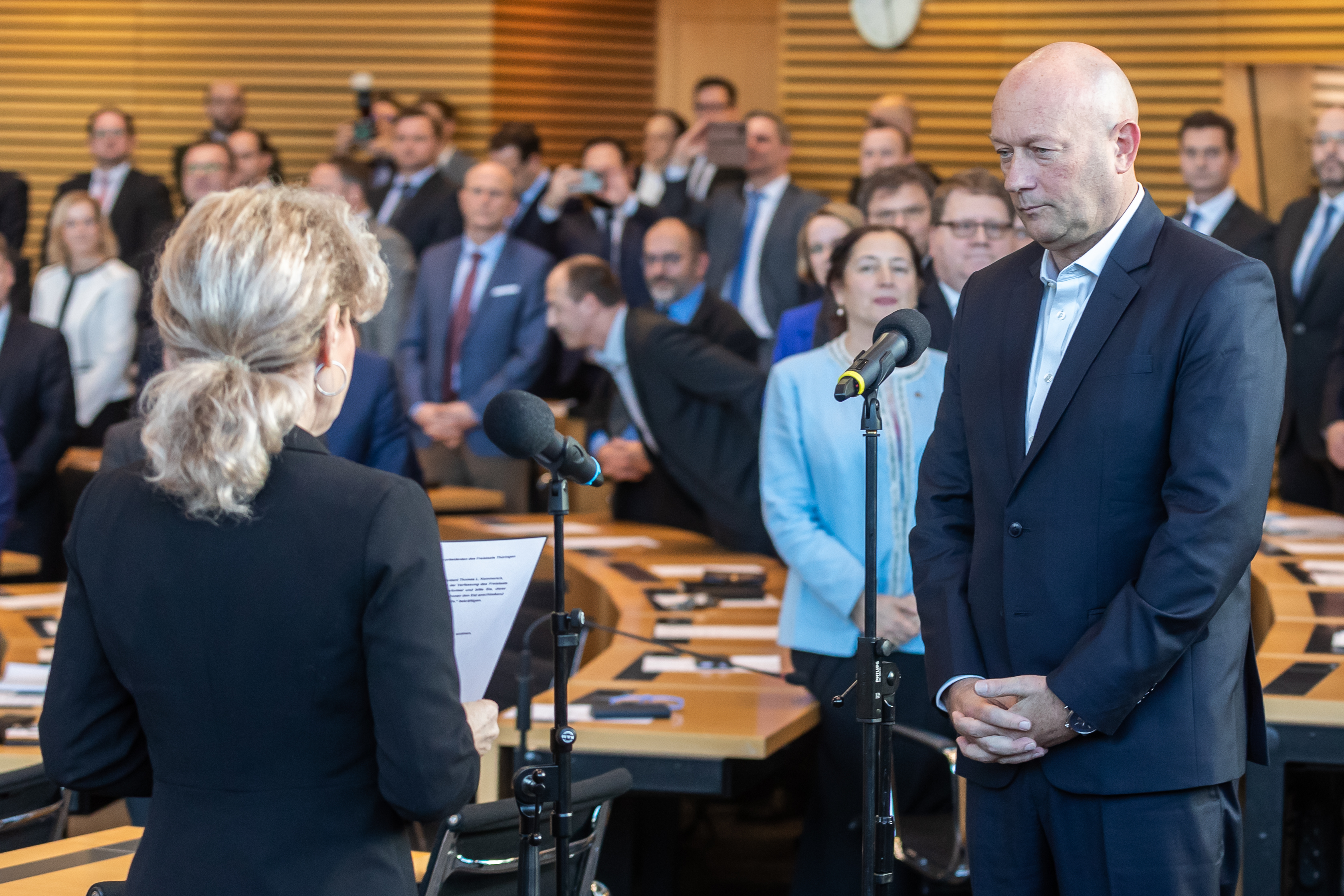
Ministerpräsident Thomas Kemmerich (FDP) bei der Vereidigung durch Landtagspräsidentin Birgit Keller (Die Linke) im Thüringer Landtag am 5. Februar 2020

Nach Artikel 71 Abs. 1 leisten der Ministerpräsident und die Minister bei der Amtsübernahme vor dem Landtag folgenden Eid:

„Ich schwöre, daß ich meine Kraft dem Wohle des Volkes widmen, Verfassung und Gesetze wahren, meine Pflichten gewissenhaft erfüllen und Gerechtigkeit gegen jedermann üben werde.“

Nach Artikel 71 Abs. 2 kann der Eid mit einer religiösen Beteuerung „So wahr mir Gott helfe“ geleistet werden.

### DDR
In der Verfassung der DDR vom 7. Oktober 1949 lautete der Amtseid des Präsidenten der Republik nach Artikel 102:

„Ich schwöre, daß ich meine Kraft dem Wohle des deutschen Volkes widmen, die Verfassung und die Gesetze der Republik wahren, meine Pflichten gewissenhaft erfüllen und Gerechtigkeit gegen jedermann üben werde.“

In der überarbeiteten Verfassung von 7. Oktober 1974 war der Amtseid in Artikel 68 für den Vorsitzenden, die Stellvertreter des Vorsitzenden, die Mitglieder und den Sekretär des Staatsrates wie folgt definiert:

„Ich schwöre, daß ich meine Kraft dem Wohle des Volkes der Deutschen Demokratischen Republik widmen, ihre Verfassung und die Gesetze wahren, meine Pflichten gewissenhaft erfüllen und Gerechtigkeit gegenüber jedermann üben werde.“

Im Verfassungsentwurf vom 4. April 1990 findet sich der Amtseid in Artikel 72 für den Ministerpräsidenten und die Minister in folgender Form:

„Ich schwöre, daß ich meine Kraft dem Wohle des Volkes widmen, Recht und Gesetze der Deutschen Demokratischen Republik wahren, meine Pflichten gewissenhaft erfüllen und Gerechtigkeit gegen jedermann üben werde.“

Dem Eid konnte auch eine religiöse Beteuerung hinzugefügt werden.

### Liechtenstein
In Liechtenstein legen der Regierungschef, die Regierungsmitglieder und die Staatsangestellten folgenden Diensteid ab:

„Ich schwöre Treue dem Landesfürsten, Gehorsam den Gesetzen und genaue Beobachtung der Verfassung, so wahr mir Gott helfe.“

Die Verpflichtung zur Eidesleistung ergibt sich aus Art. 87 der liechtensteinischen Verfassung, der Wortlaut der Eidesformel aus Art. 108.

### Österreich

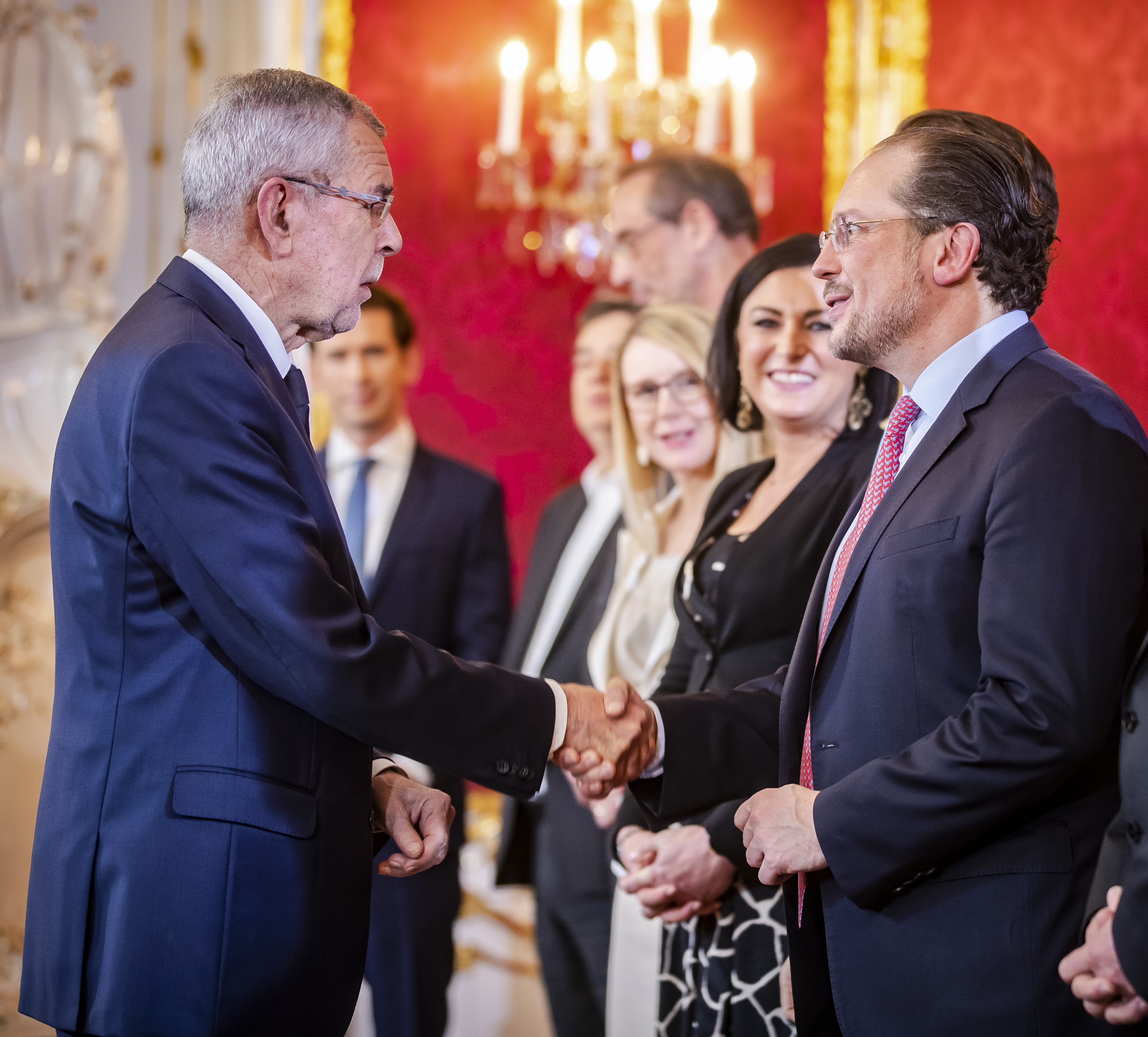
Angelobung der Bundesregierung Kurz II durch Bundespräsident Alexander Van der Bellen (l.) im Leopoldinischen Trakt am 7. Januar 2020

In Österreich wird der Amtseid des Bundespräsidenten, der Regierungsmitglieder, Abgeordneten, Beamten und Soldaten als Angelobung bezeichnet.
Nach Art. 62 des österreichischen Bundes-Verfassungsgesetzes leistet der Bundespräsident bei Antritt seines Amtes vor der Bundesversammlung folgendes Gelöbnis:

„Ich gelobe, dass ich die Verfassung und alle Gesetze der Republik getreulich beobachten und meine Pflicht nach bestem Wissen und Gewissen erfüllen werde.“

Nach Art. 62 Abs. 2 B-VG ist die Beifügung einer religiösen Beteuerung zulässig.

### Schweiz
Siehe auch Vereidigung von Amtspersonen.

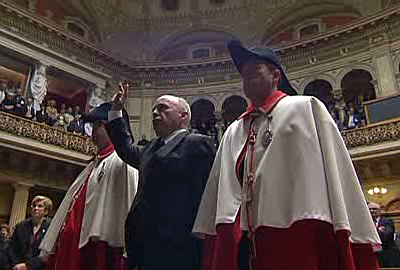
Ueli Maurer legt seinen Amtseid als Bundesrat ab

Ein gewählter Bundesrat legt seinen Amtseid (oder das Gelübde) unmittelbar nach Annahme der Wahl ab. Bei einer Gesamterneuerungswahl legt der Bundesrat den Eid gemeinsam ab. Auch die Mitglieder der Bundesversammlung legen vor ihrem Amtsantritt den Eid oder das Gelübde ab. Wer die Eidesleistung verweigert, verzichtet damit auf sein Amt. Der Generalsekretär der Versammlung verliest die Eidesformel:

„Ich schwöre vor Gott dem Allmächtigen, die Verfassung und die Gesetze zu beachten und die Pflichten meines Amtes gewissenhaft zu erfüllen.“

Der Kandidat erhebt die rechte Hand und spricht:

„Ich schwöre es.“

An der Stelle des Eides kann auch ein Gelöbnis abgelegt werden. Dabei werden die Worte „Ich schwöre vor Gott dem Allmächtigen“ durch „Ich gelobe“ und die Bekräftigung „Ich schwöre es“ durch „Ich gelobe es“ ersetzt. Danach wird der Neugewählte als Bundesrat betitelt.

### Belgischer König
In Artikel 91 der belgischen Verfassung ist festgelegt, dass der König den Thron erst dann besteigen darf, nachdem er vor den vereinigten Kammern den folgenden Eid geleistet hat:

„Ich schwöre, die Verfassung und die Gesetze des belgischen Volkes zu beachten, die Unabhängigkeit des Landes zu erhalten und die Unversehrtheit des Staatsgebietes zu wahren.“

### Präsident von Ghana
Nach der Verfassung (zweiten Fassung) der Republik Ghana von 1992 leistet der gewählte Präsident folgenden Eid:

„Ich, (Name), der in das hohe Amt des Präsidenten der Republik Ghana gewählt wurde, schwöre (im Namen des allmächtigen Gottes) (gelobe feierlich), dass ich gegenüber der Republik von Ghana gewissenhaft und treu sein werde; dass ich die Verfassung der Republik von Ghana zu allen Zeiten bewahren, schützen und verteidigen werde; und dass ich mich dem Dienst und dem Wohle der Menschen in der Republik von Ghana widmen und gegenüber allen möglichen Personen gerecht sein werde. […]
Weiter (schwöre ich feierlich) (gelobe ich feierlich), dass, sollte ich zu irgendeiner Zeit diesen Amtseid brechen, ich mich dem Gesetz der Republik von Ghana fügen und alle Strafen dafür erleiden werde. (So wahr mir Gott helfe)“

### Präsident von Griechenland
Der Präsident der Republik leistet bei seinem Amtsantritt nach Art. 33 Abs. 2 der griechischen Verfassung vor dem Parlament folgenden Eid:

„Ich schwöre im Namen der Heiligen, Wesensgleichen und Unteilbaren Dreifaltigkeit, die Verfassung und die Gesetze zu wahren, für deren getreue Einhaltung zu sorgen, die nationale Unabhängigkeit und die Unversehrtheit des Landes zu verteidigen, die Rechte und Freiheiten der Griechen zu schützen und dem allgemeinen Interesse des griechischen Volkes zu dienen.“

### Präsident, Ministerpräsident und Minister von Polen

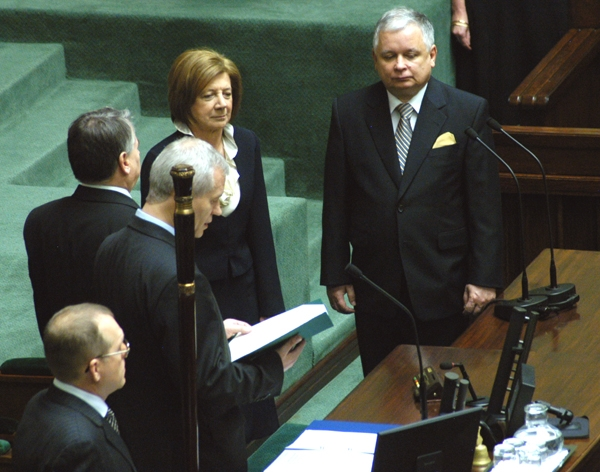
Vereidigung Lech Kaczyńskis (rechts)

Die Amtsperiode des Präsidenten der Republik Polen beginnt gemäß dem Art. 130 der Verfassung mit dem Ablegen des folgenden Amtseides gegenüber der Nationalversammlung:

„Gemäß dem Willen des Volkes trete ich das Amt des Präsidenten der Republik Polen an und schwöre feierlich, daß ich den Bestimmungen der Verfassung treu bleiben, die Würde des Volkes, die Unabhängigkeit und die Sicherheit des Staates unbeugsam wahren werde und daß das Wohl des Vaterlandes und das Wohlergehen der Staatsbürger mir immer die höchste Pflicht werden.“

Dies darf gemäß Art. 130 Satz 3 durch eine christlich-religiöse Bekräftigung ergänzt werden: „So wahr mir Gott helfe“.
Der Ministerpräsident und die sonstigen Kabinettsmitglieder leisten gemäß dem Art. 151 den Eid gegenüber dem Präsidenten der Republik Polen:

„Ich trete das Amt des Vorsitzenden des Ministerrates (des stellvertretenden Vorsitzenden des Ministerrates, des Ministers) an und schwöre feierlich, daß ich den Bestimmungen der Verfassung und dem Recht der Republik Polen treu bleiben werde und daß das Wohl des Vaterlandes und das Wohlergehen der Staatsbürger mir immer die höchste Pflicht sein werden.“

Auch hier ist gemäß Art. 151 Satz 3 eine religiöse Bekräftigung zulässig.

### Präsident von Russland
Der russische Präsident legt während der Amtseinführung den in Art. 82 der Verfassung der Russischen Föderation vorgesehenen Eid ab:

„Ich schwöre in Ausübung der Vollmachten des Präsidenten der Russischen Föderation, die Rechte und Freiheiten der Menschen und Bürger zu respektieren und zu gewährleisten, die Verfassung der Russischen Föderation zu überwachen und zu schützen, die Souveränität, Unabhängigkeit, Sicherheit und Integrität des Staates zu schützen und den Bürgern treu zu dienen.“

### Präsident der Türkei
Mit Antritt seines Amtes leistet der Präsident der Republik vor der Türkischen Großen Nationalversammlung folgenden Eid:

„Ich schwöre vor der Großen Türkischen Nation und vor der Geschichte bei meiner Ehre und Würde, dass ich in meiner Eigenschaft als Präsident der Republik die Existenz und Unabhängigkeit des Staates, die unteilbare Einheit von Vaterland und Nation, die uneingeschränkte und bedingungslose Souveränität der Nation schützen werde, der Verfassung, dem Primat des Rechts, der Demokratie, den Prinzipien und Reformen Atatürks sowie dem Prinzip der laizistischen Republik verbunden bleiben werde, von dem Ideal, wonach im Geiste des Wohls und Heils der Nation, der nationalen Solidarität und der Gerechtigkeit jedermann die Menschenrechte und Grundfreiheiten genieße, nicht abweichen werde, mit all meiner Kraft mich um den Schutz und die Mehrung des Ruhmes und der Ehre der Republik Türkei sowie um die unparteiliche Erfüllung des Amtes, welches ich auf mich genommen habe, bemühen werde.“

### Ukrainische Parlamentsabgeordnete
Nach der ukrainischen Verfassung von 1996, leisten die Abgeordneten der Werchowna Rada, dem Parlament der Ukraine in Kiew, nach Art. 79, folgenden Eid:

„Ich leiste der Ukraine den Treueeid. Ich verpflichte mich, mit all meinen Handlungen die Souveränität und Unabhängigkeit der Ukraine zu verteidigen, für das Wohl von Vaterland und des ukrainischen Volkes zu sorgen. Ich schwöre, mich an die Verfassung und Gesetze der Ukraine zu halten, meine Pflichten im Interesse aller Mitbürger zu erfüllen.“

### Präsident der Vereinigten Staaten

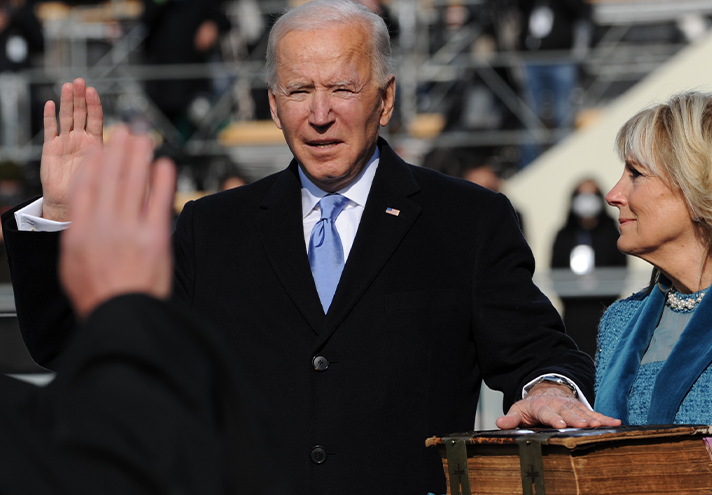
Joe Biden legte am 20. Januar 2021 seinen Amtseid als Präsident der Vereinigten Staaten vor dem Obersten Richter John Roberts ab

Nach Art. II, Sec. 1 der Verfassung der Vereinigten Staaten leistet der Präsident bei Amtsantritt folgenden Eid:

“I (Name) do solemnly swear (or affirm) that I will faithfully execute the Office of President of the United States, and will to the best of my ability, preserve, protect and defend the Constitution of the United States.”

„Ich, [Name], schwöre [oder bekräftige] feierlich, dass ich das Amt des Präsidenten der Vereinigten Staaten getreulich ausführen und die Verfassung der Vereinigten Staaten nach besten Kräften wahren, schützen und verteidigen werde.“

Eine religiöse Bekräftigung ist nicht obligatorisch, aber in Form von „So wahr mir Gott helfe“ („So help me God“) üblich. Franklin Pierce war der erste Präsident, der den Präsidenteneid nicht schwor, sondern ihn an Eides statt bekräftigte.